# Клеточная мембрана

Модель клеточной мембраны. Маленькие голубые и белые шарики — гидрофильные «головки» фосфолипидов, а присоединённые к ним линии — гидрофобные «хвосты». На рисунке показаны только интегральные мембранные белки (красные глобулы и жёлтые спирали). Жёлтые овальные точки внутри мембраны — молекулы холестерина. Жёлто-зелёные цепочки бусинок на наружной стороне мембраны — цепочки олигосахаридов, формирующие гликокаликс

Кле́точная мембра́на (также цитолемма, плазмалемма, или плазматическая мембрана) — эластическая молекулярная структура, состоящая из белков и липидов. Отделяет содержимое любой клетки от внешней среды, обеспечивая её целостность; регулирует обмен между клеткой и средой; внутриклеточные мембраны разделяют клетку на специализированные замкнутые отсеки — компартменты или органеллы, в которых поддерживаются определённые условия среды.

## Основные сведения
Клеточная стенка, если таковая у клетки имеется (обычно есть у растительных, бактериальных и грибных клеток), покрывает клеточную мембрану.
Клеточная мембрана представляет собой двойной слой (бислой) молекул класса липидов, большинство из которых представляет собой так называемые сложные липиды — фосфолипиды. Молекулы фосфолипидов имеют гидрофильную («головка») и гидрофобную («хвост») части. При образовании мембран гидрофобные участки молекул оказываются обращены внутрь мембраны, а гидрофильные — наружу, с обеих внешних сторон мембраны. Важную роль в устойчивости внутренних участков мембран играют межмолекулярные взаимодействия, тогда как связность внешней и внутренней поверхностей мембран обеспечивается молекулами воды и субстрата, образующими с фосфатными группами фосфолипидов весьма прочные водородные связи в латеральной плоскости (вдоль поверхности мембраны), обеспечивая их полупроницаемость. Мембраны — структуры инвариабельные, весьма сходные у разных организмов. Некоторое исключение составляют археи, у которых мембраны образованы глицерином и терпеноидными спиртами. Толщина мембраны составляет 7—8 нм.
Биологическая мембрана включает и различные белки: интегральные (пронизывающие мембрану насквозь), полуинтегральные (погружённые одним концом во внешний или внутренний липидный слой), поверхностные (расположенные на внешней или прилегающие к внутренней сторонам мембраны). Некоторые белки являются точками контакта клеточной мембраны с цитоскелетом внутри клетки и клеточной стенкой (если она есть) снаружи. Некоторые из интегральных белков выполняют функцию ионных каналов, различных транспортеров и рецепторов.

## История исследования
В 1925 году Эверт Гортер и Франсуа Грендель (1897—1969) с помощью осмотического «удара» получили так называемые «тени» эритроцитов — их пустые оболочки. Тени сложили в стопку и определили площадь их поверхности. Затем с помощью ацетона выделили из оболочек липиды и определили количество липидов на единицу площади эритроцита — этого количества хватило на сплошной двойной слой. Хотя этот эксперимент привёл исследователей к правильному выводу, ими было допущено несколько грубых ошибок — во-первых, с помощью ацетона нельзя выделить абсолютно все липиды, а во-вторых, площадь поверхности была определена неправильно, по сухому весу. В данном случае минус на минус дал плюс, соотношение определяемых показателей случайно оказалось верным и был открыт липидный бислой.
Эксперименты с искусственными билипидными плёнками показали, что они обладают высоким поверхностным натяжением, гораздо большим, чем в клеточных мембранах. То есть в них содержится что-то, что снижает натяжение — белки. В 1935 году Джеймс Даниэлли и Хью Даусон представили научному сообществу модель «сэндвича», которая говорит о том, что в основе мембраны лежит липидный бислой, по обеим сторонам от которого находятся сплошные слои белков, внутри бислоя ничего нет. Первые электронно-микроскопические исследования 1950-х годов подтвердили эту теорию — на микрофотографиях были видны 2 электронно-плотных слоя — белковые молекулы и головки липидов и один электронно-прозрачный слой между ними — хвосты липидов. Дж. Робертсон сформулировал в 1960 году теорию унитарной биологической мембраны, в которой постулировалось трёхслойное строение всех клеточных мембран.
Но постепенно накапливались аргументы против «бутербродной модели»:
- накапливались сведения о глобулярности плазматической мембраны;
- оказалось, что структура мембраны при электронной микроскопии зависит от способа её фиксации;
- плазматическая мембрана может различаться по структуре даже в одной клетке, например в головке, шейке и хвосте сперматозоида;
- «бутербродная» модель термодинамически не выгодна — для поддержания такой структуры нужно затрачивать большое количество энергии, и протащить вещество через мембрану очень сложно;
- количество белков, связанных с мембраной электростатически, очень небольшое, в основном белки очень тяжело выделить из мембраны, так как они погружены в неё.

Всё это привело к созданию в 1972 году С. Дж. Сингером и Г. Л. Николсоном жидкостно-мозаичной модели строения мембраны. Согласно этой модели, белки в мембране не образуют сплошного слоя на поверхности, а делятся на интегральные, полуинтегральные и периферические. Периферические белки действительно находятся на поверхности мембраны и связаны с полярными головками мембранных липидов электростатичесткими взаимодействиями, но никогда не образуют сплошного слоя. Доказательствами жидкостности мембраны служат методы FRAP, FLIP и соматическая гибридизация клеток, мозаичности — метод замораживания-скалывания, при котором на сколе мембраны видны бугорки и ямки, так как белки не расщепляются, а целиком отходят в один из слоёв мембраны.

## Функции
- Барьерная — обеспечивает регулируемый, избирательный, пассивный и активный обмен веществ с окружающей средой[1]. Например, мембрана пероксисом защищает цитоплазму от опасных для клетки пероксидов. Избирательная проницаемость означает, что проницаемость мембраны для различных атомов или молекул зависит от их размеров, электрического заряда и химических свойств. Избирательная проницаемость обеспечивает отделение клетки и клеточных компартментов от окружающей среды и снабжение их необходимыми веществами.
- Транспортная — через мембрану происходит  мембранный транспорт веществ в клетку и из клетки[1]. Транспорт через мембрану обеспечивает: доставку питательных веществ, удаление конечных продуктов обмена, секрецию различных веществ, создание ионных градиентов, поддержание в клетке оптимального pH и концентрации ионов, которые нужны для работы клеточных ферментов.
Частицы, по какой-либо причине неспособные пересечь фосфолипидный бислой (например, из-за гидрофильных свойств, так как мембрана внутри гидрофобна и не пропускает гидрофильные вещества, или из-за крупных размеров), но необходимые для клетки, могут проникнуть сквозь мембрану через специальные белки-переносчики (транспортёры) и белки-каналы или путём эндоцитоза.
При пассивном транспорте вещества пересекают фосфолипидный бислой без затрат энергии так как происходит перенос веществ из области высокой концентрации в область низкой, то есть против градиента концентрации (градиент концентрации указывает направление увеличения концентрации) путём диффузии. Вариантом этого механизма является облегчённая диффузия, при которой веществу помогает пройти через мембрану какая-либо специфическая молекула. У этой молекулы может быть канал, пропускающий вещества только одного типа.
Активный транспорт требует затрат энергии, так как происходит перенос веществ из области низкой концентрации в область высокой, то есть по градиенту концентрации. На мембране существуют специальные белки-насосы, в том числе АТФаза, которая активно вкачивает в клетку ионы калия (K+) и выкачивает из неё ионы натрия (Na+).
- Матричная — обеспечивает определённое взаиморасположение и ориентацию мембранных белков, их оптимальное взаимодействие.
- Механическая — обеспечивает автономность клетки, её внутриклеточных структур, также соединение с другими клетками (в тканях). Большую роль в обеспечении механической функции имеют клеточные стенки, а у животных — межклеточное вещество.

- Энергетическая — при фотосинтезе в хлоропластах и клеточном дыхании в митохондриях в их мембранах действуют системы переноса энергии, в которых также участвуют белки.
- Рецепторная — некоторые белки, находящиеся в мембране, являются рецепторами (молекулами, при помощи которых клетка воспринимает те или иные сигналы).
Например, гормоны, циркулирующие в крови, действуют только на такие клетки-мишени, у которых есть соответствующие этим гормонам рецепторы. Нейромедиаторы (химические вещества, обеспечивающие проведение нервных импульсов) тоже связываются с особыми рецепторными белками клеток-мишеней.
- Ферментативная — мембранные белки нередко являются ферментами. Например, плазматические мембраны эпителиальных клеток кишечника содержат пищеварительные ферменты.
- Осуществление генерации и проведения биопотенциалов.
С помощью мембраны в клетке поддерживается постоянная концентрация ионов: концентрация иона К+ внутри клетки значительно выше, чем снаружи, а концентрация Na+ значительно ниже, что очень важно, так как это обеспечивает поддержание разности потенциалов на мембране и генерацию нервного импульса.
- Маркировка клетки — на мембране есть антигены, действующие как маркеры — «ярлыки», позволяющие опознать клетку. Это гликопротеины (то есть белки с присоединёнными к ним разветвлёнными олигосахаридными боковыми цепями), играющие роль «антенн». Из-за бесчисленного множества конфигурации боковых цепей возможно сделать для каждого типа клеток свой особый маркер. С помощью маркеров клетки могут распознавать другие клетки и действовать согласованно с ними, например, при формировании органов и тканей. Это же позволяет иммунной системе распознавать чужеродные антигены.

## Структура и состав биомембран
Мембраны состоят из липидов трёх классов: фосфолипиды, гликолипиды и холестерол. Фосфолипиды и гликолипиды (липиды с присоединёнными к ним углеводами) состоят из двух длинных гидрофобных углеводородных «хвостов», которые связаны с заряженной гидрофильной «головой». Холестерол придаёт мембране жёсткость, занимая свободное пространство между гидрофобными хвостами липидов и не позволяя им изгибаться. Поэтому мембраны с малым содержанием холестерола более гибкие, а с большим — более жёсткие и хрупкие. Также холестерол служит «стопором», препятствующим перемещению полярных молекул из клетки и в клетку.
Важную часть мембраны составляют белки, пронизывающие её и отвечающие за разнообразные свойства мембран. Их состав и ориентация в разных мембранах различаются. Рядом с белками находятся аннулярные липиды — они более упорядочены, менее подвижны, имеют в составе более насыщенные жирные кислоты и выделяются из мембраны вместе с белком. Без аннулярных липидов белки мембраны не работают.
Клеточные мембраны часто асимметричны, то есть, слои отличаются по составу липидов, в наружном содержатся преимущественно фосфатидилинозитол, фосфатидилхолин, сфингомиелины и гликолипиды, во внутреннем — фосфатидилсерин, фосфатидилэтаноламин и фосфатидилинозитол. Переход отдельной молекулы из одного слоя в другой затруднён, но может происходить спонтанно, примерно раз в 6 месяцев или с помощью белков-флиппаз и скрамблазы плазматической мембраны. Если в наружном слое появляется фосфатидилсерин, это является сигналом для макрофагов о необходимости уничтожения клетки.

## Мембранные органеллы
Это замкнутые одиночные или связанные друг с другом участки цитоплазмы, отделённые от гиалоплазмы мембранами. К одномембранным органеллам относятся эндоплазматическая сеть, аппарат Гольджи, лизосомы, вакуоли, пероксисомы; к двумембранным — ядро, митохондрии, пластиды. Строение мембран различных органелл отличается по составу липидов и мембранных белков.

## Избирательная проницаемость
Клеточные мембраны обладают избирательной проницаемостью: через них медленно диффундируют глюкоза, аминокислоты, жирные кислоты, глицерол и ионы, причем сами мембраны в известной мере активно регулируют этот процесс — одни вещества пропускают, а другие нет. Существует четыре основных механизма для поступления веществ в клетку или вывода их из клетки наружу: диффузия, осмос, активный транспорт и экзо- или эндоцитоз. Два первых процесса носят пассивный характер, то есть не требуют затрат энергии; два последних — активные процессы, связанные с потреблением энергии.
Избирательная проницаемость мембраны при пассивном транспорте обусловлена специальными каналами — интегральными белками. Они пронизывают мембрану насквозь, образовывая своего рода проход. Для элементов K, Na и Cl есть свои каналы. Относительно градиента концентрации молекулы этих элементов движутся в клетку и из неё. При раздражении каналы натриевых ионов раскрываются, и происходит резкое поступление в клетку ионов натрия. При этом происходит дисбаланс мембранного потенциала, после чего мембранный потенциал восстанавливается. Каналы калия всегда открыты, через них в клетку медленно попадают ионы калия.